# Далматово (городское поселение)
Город Далма́тово — муниципальное образование со статусом городского поселения в Далматовском районе Курганской области Российской Федерации.
Административный центр — город Далматово.
В рамках административно-территориального устройства является городом районного подчинения.

## История
В соответствии с Законом Курганской области от 6 июля 2004 года № 419 образовано муниципальное образование со статусом городского поселения город Далматово.
Распоряжением Правительства РФ от 29 июля 2014 года № 1398-р «Об утверждении перечня моногородов» городское поселение включено в категорию «Монопрофильные муниципальные образования Российской Федерации (моногорода), в которых имеются риски ухудшения социально-экономического положения».

## Население
| 2009    | 2010    | 2011    | 2012    | 2013    | 2014    | 2015    |
| ------- | ------- | ------- | ------- | ------- | ------- | ------- |
| 13 981  | ↗14 172 | ↘13 901 | ↗14 085 | ↘13 853 | ↘13 743 | ↘13 495 |
| 2016    | 2017    | 2018    | 2019    | 2020    | 2021    |         |
| ↘13 270 | ↘13 020 | ↘12 881 | ↘12 658 | ↘12 489 | ↘11 758 |         |

## Состав городского поселения
| № | Населённый пункт | Тип населённого пункта        | Население |
| - | ---------------- | ----------------------------- | --------- |
| 1 | Верхний Суварыш  | деревня                       | ↘154      |
| 2 | Далматово        | город, административный центр | ↘11 584   |
| 3 | Луговая          | деревня                       | ↘97       |
| 4 | Рощино           | деревня                       | ↘10       |